# Biederthal
Biederthal (in tedesco Biederthal, in alsaziano Birdel) è un comune francese di 323 abitanti situato nel dipartimento dell'Alto Reno nella regione del Grand Est.
È uno dei comuni della valle di Leimental.

## Società

### Evoluzione demografica
Abitanti censiti